# الطليعة (مجلة)
الطليعة مجلة عربية ماركسية شهرية مقرها القاهرة، بمصر. كانت متداولة بين عامي 1965 و1977.

## التاريخ والملف الشخصي
تأسست مجلة الطليعة على يد ميشيل كامل، وهو قبطي مصري، ولطفي الخولي، وظهر العدد الأول منها في كانون الثاني 1965. كانت المجلة تصدر عن شركة الأهرام المملوكة للدولة على أساس شهري، ولكن تحريرها كان مستقلاً بسبب حماية محمد هيكل لمجلة الطليعة من نفوذ الحكومة. وكان لطفي الخولي رئيس تحريرها، وكان ميشيل كامل مدير تحريرها حتى عام 1970. وفي أواخر الخمسينيات من القرن العشرين، كانت الكاتبة الماركسية المصرية لطيفة الزيات محررة الشؤون الثقافية في المجلة.
في زيارة لمكاتب المجلة في القاهرة، أعرب الرئيس جمال عبد الناصر عن آرائه حول المحررين على النحو التالي: «دوركم مثل القديس بطرس - أنتم هنا للقيام بالدعاية، ولكن ليس للقيادة.»  قام خليفة عبد الناصر الرئيس أنور السادات بطرد محمد هيكل الذي كان رئيس تحرير الأهرام، وبالتالي، فقدت الطليعة المدافع الرئيس عنها. وكانت الطليعة قريبًا من مسؤولي عهد ناصر، ومن بينهم سامي شرف وشعراوي جمعة، اللذين اُعتُقلوا في أيار 1971 بعد استقالتهما من منصبيهما. وفي أعقاب هذه الأحداث أصبحت علاقة المجلة مع حكومة السادات أكثر توترًا وفي عام 1977 أعيد تصميمها كمجلة للشباب. ولكن في النهاية، أغلقت الحكومة المصرية المجلة في عام 1977، وقد نُشر العدد الأخير منها في تموز من ذلك العام.

## الموقف السياسي والمحتوى
كانت المجلة ذات موقف سياسي ماركسي ونشرت مقالات للماركسيين المصريين. وبعد الهزيمة في حرب عام 1967 أمام إسرائيل، بدأت الطليعة في تقديم تحليلات لهذه الحادثة. ونشرت المجلة مقالات عن الحركات الطلابية عام 1968 في مصر ودول أخرى كتبها سعد زهران. كما تبنت نهجًا معاديًا للصهيونية وأوضحَت أنه حتى الحرب العالمية الثانية لم تكن الصهيونية أيديولوجية مؤثرة بين الشعب اليهودي في أوروبا وأنه ينبغي إعادة دمج اليهود العرب في المجتمعات العربية.
كانت المواضيع التي تناولتها الطليعة تدور في الغالب حول الاشتراكية العربية والعلاقات مع الاتحاد السوفييتي. ومع ذلك، فقد تضمنت أيضًا مقالات حول السياسات المختلفة التي نُفذت في مصر، بما في ذلك السياسات التعليمية. وكانت المجلة منتقدة معتدلة لجمال عبد الناصر. نشر لطفي الخولي العديد من المقالات التي تؤكد على العوائق التي تعترض الثورة والتي كانت مدرجة في الميثاق الوطني الذي طُور بعد ثورة 1952 في مصر. كما أجرى مقابلات مع شخصيات بارزة في تلك الفترة، بما في ذلك زعيم حركة فتح صلاح خلف والتي ظهرت في حزيران 1960.
وقد نُشرت البيانات السياسية والعسكرية لحركة فتح الفلسطينية في مجلة الطليعة في أواخر الستينيات، على الرغم من أن نشرها كان محظورًا من الدول العربية. ونشرت المجلة أيضًا البيانات الإسرائيلية حول العمليات لتجنب العقوبات القانونية. وقد نشرت المجلة مقالًا لجورج حبش، وهو فلسطيني مسيحي، زعيم الجبهة الشعبية لتحرير فلسطين.
بالإضافة إلى المحتوى السياسي، تضمنت الطليعة أيضًا تحليلات شاملة حول الاتجاهات الأدبية للكتاب في تلك الفترة. نُشرت هذه التحليلات في عام 1969 والتي أفادت بنتائج استطلاع جُمعَت من الكتاب والمقالات. منذ عام 1972 نشرت مجلة الطليعة ملحقًا أدبيًّا تولى تحريره يحيى حقي الذي طُرد من رئاسة تحرير المجلة الثقافية المجلة في عام 1970.

### المساهمون
كان من بين المساهمين في مجلة الطليعة محمد سيد أحمد وأبو سيف يوسف اللذين ترأسا المجلة أيضًا. لقد قدموا الأساس الأيديولوجي للقيادة ذات التوجه اليساري في البلاد. في أوائل سبعينيات القرن العشرين، عمل سمير فريد في المجلة ناقدًا سينمائيًّا.